# Hipofizni adenilat ciklazno aktivirajući peptid
Hipofizni adenilat ciklazno aktivirajući peptid (PACAP) je protein koji je kod ljudi kodiran ADCYAP1 genom. PACAP je sličan sa vazoaktivnim intestinalnim peptidom. Jedan od njegovih efekata je stimulacija enterohromafinu sličnih ćelija. On se vezuje za receptor vazoaktivnog intestinalnog peptida.

## Funkcija
Posredstvom hipofiznog adenilat ciklazno aktivirajućeg polipeptidnog receptor tipa I, ovaj polipeptid stimuliše adenilat ciklazu i naknadno povišava nivoe cAMP u ciljnim ćelijama. Adenilat ciklazno aktivirajući peptid 1 nije samo hipofiziotropni hormon, nego takođe funkcioniše kao neurotransmiter i neuromodulator. Osim toga on učestvuje u parakrinoj i autokrinoj regulacije pojedinih tipova ćelija. Ovaj gen se sastoji of pet eksona. Eksoni 1 i 2 kodiraju 5' UTR i signalni peptid, respektivno; ekson 4 kodira peptid srodan adenilat ciklazno aktivirajućem polipeptidu; i ekson 5 kodira maturisani peptid i 3' UTR. Ovaj gen kodira tri različita peptida, uključujući dva izotipa: kratku i dugačku formu.

## Interakcije
Hipofizni adenilat ciklazno aktivirajući peptid formira interakcije sa sektretinskim receptorom.

## Literatura
- Conconi MT, Spinazzi R, Nussdorfer GG (2006). „Endogenous ligands of PACAP/VIP receptors in the autocrine-paracrine regulation of the adrenal gland.”. Int. Rev. Cytol. 249: 1—51. PMID 16697281. doi:10.1016/S0074-7696(06)49001-X.
- Cross SH, Charlton JA, Nan X, Bird AP (1994). „Purification of CpG islands using a methylated DNA binding column.”. Nat. Genet. 6 (3): 236—44. PMID 8012384. doi:10.1038/ng0394-236.
- Dautzenberg FM, Mevenkamp G, Wille S, Hauger RL (2000). „N-terminal splice variants of the type I PACAP receptor: isolation, characterization and ligand binding/selectivity determinants.”. J. Neuroendocrinol. 11 (12): 941—9. PMID 10583729. doi:10.1046/j.1365-2826.1999.00411.x.
- Fahrenkrug J (2002). „Gut/brain peptides in the genital tract: VIP and PACAP.”. Scand. J. Clin. Lab. Invest. Suppl. 234: 35—9. PMID 11713978.
- Fahrenkrug J (2006). „PACAP--a multifacetted neuropeptide.”. Chronobiol. Int. 23 (1-2): 53—61. PMID 16687279. doi:10.1080/07420520500464569.
- Felley CP; Qian JM; Mantey S;  . (1993). „Chief cells possess a receptor with high affinity for PACAP and VIP that stimulates pepsinogen release.”. Am. J. Physiol. 263 (6 Pt 1): G901—7. PMID 1335692.
- Geng L, Ju G (2000). „[The discovery of pituitary adenylate cyclase activating polypeptide (PACAP) and its research progress]”. Sheng li ke xue jin zhan [Progress in physiology]. 28 (1): 29—34. PMID 10921074.
- Gourlet P, Vandermeers A, Robberecht P, Deschodt-Lanckman M (1997). „Vasoactive intestinal peptide (VIP) and pituitary adenylate cyclase-activating peptide (PACAP-27, but not PACAP-38) degradation by the neutral endopeptidase EC 3.4.24.11.”. Biochem. Pharmacol. 54 (4): 509—15. PMID 9313778. doi:10.1016/S0006-2952(97)00207-4.
- Inagaki N; Yoshida H; Mizuta M;  . (1994). „Cloning and functional characterization of a third pituitary adenylate cyclase-activating polypeptide receptor subtype expressed in insulin-secreting cells.”. Proc. Natl. Acad. Sci. U.S.A. 91 (7): 2679—83. PMC 43433 . PMID 8146174. doi:10.1073/pnas.91.7.2679.
- Inooka H; Endo S; Kitada C;  . (1993). „Pituitary adenylate cyclase activating polypeptide (PACAP) with 27 residues. Conformation determined by 1H NMR and CD spectroscopies and distance geometry in 25% methanol solution.”. Int. J. Pept. Protein Res. 40 (5): 456—64. PMID 1483839. doi:10.1111/j.1399-3011.1992.tb00324.x.
- Kimura C; Ohkubo S; Ogi K;  . (1990). „A novel peptide which stimulates adenylate cyclase: molecular cloning and characterization of the ovine and human cDNAs.”. Biochem. Biophys. Res. Commun. 166 (1): 81—9. PMID 2302217. doi:10.1016/0006-291X(90)91914-E.
- Nakata M, Yada T (2007). „PACAP in the glucose and energy homeostasis: physiological role and therapeutic potential.”. Curr. Pharm. Des. 13 (11): 1105—12. PMID 17430174. doi:10.2174/138161207780618948.
- Ohkubo S; Kimura C; Ogi K;  . (1992). „Primary structure and characterization of the precursor to human pituitary adenylate cyclase activating polypeptide.”. DNA Cell Biol. 11 (1): 21—30. PMID 1739432. doi:10.1089/dna.1992.11.21.
- Ohtaki T; Masuda Y; Ishibashi Y;  . (1994). „Purification and characterization of the receptor for pituitary adenylate cyclase-activating polypeptide.”. J. Biol. Chem. 268 (35): 26650—7. PMID 8253796.
- Pérez-Jurado LA, Francke U (1993). „Dinucleotide repeat polymorphism at the human pituitary adenylate cyclase activating polypeptide (PACAP) gene.”. Hum. Mol. Genet. 2 (6): 827. PMID 8353512. doi:10.1093/hmg/2.6.827-a.
- Waschek JA (2002). „Multiple actions of pituitary adenylyl cyclase activating peptide in nervous system development and regeneration.”. Dev. Neurosci. 24 (1): 14—23. PMID 12145407. doi:10.1159/000064942.
- Weber B; Riess O; Daneshvar H;  . (1993). „(CA)n-dinucleotide repeat at the PDEB locus in 4p16.3.”. Hum. Mol. Genet. 2 (6): 827. PMID 8394765. doi:10.1093/hmg/2.6.827.
- Wray V, Kakoschke C, Nokihara K, Naruse S (1993). „Solution structure of pituitary adenylate cyclase activating polypeptide by nuclear magnetic resonance spectroscopy.”. Biochemistry. 32 (22): 5832—41. PMID 8504103. doi:10.1021/bi00073a016.
- Zeng N; Athmann C; Kang T;  . (1999). „PACAP type I receptor activation regulates ECL cells and gastric acid secretion.”. J. Clin. Invest. 104 (10): 1383—91. PMC 409843 . PMID 10562300. doi:10.1172/JCI7537.

## Spoljašnje veze
- Pituitary+adenylate+cyclase-activating+polypeptide на 